# Edward Grothus
Edward B. Grothus  (1923) is een Amerikaanse machinebankwerker die vanaf 1949 heeft meegeholpen aan de fabricage van de atoombomen. Jarenlang geloofde hij in de afschrikkingsstrategie van de Amerikaanse regering maar in 1969 nam hij, gedesillusioneerd door de Oorlog in Vietnam, ontslag. Hij opende een dumpzaak in Los Alamos (New Mexico), genaamd 'the Black Hole' (aangezien de zaak allerlei materie leek aan te trekken en er nooit iets uitkwam) in afgedankte onderdelen uit de kernwapenindustrie. Ook is hij de oprichter van een museum dat de negatieve gevolgen van kernwapens wil tonen.
Hij stuurde de president van de Verenigde Staten een blikje plutonium met de volgende tekst: 'Als u dit eet, leert u God kennen.' Dit leverde hem een bezoek van de FBI op.
Naast zijn winkel opende Grothus een kerk, de Church of the Critical Mass, waarvan hij de bisschop is. Iedere week verzendt Grothus een nieuwsbrief. Hij ageert tegen kernwapens vanwege het gevaar van nucleaire proliferatie en terrorisme met behulp van kernwapens en radioactieve stoffen.
Grothus was het onderwerp van de documentaire Atomic Ed and the Black Hole over de excentrieke Amerikaan en zijn merkwaardige winkel.